# Открытый чемпионат Ванкувера по теннису 2012

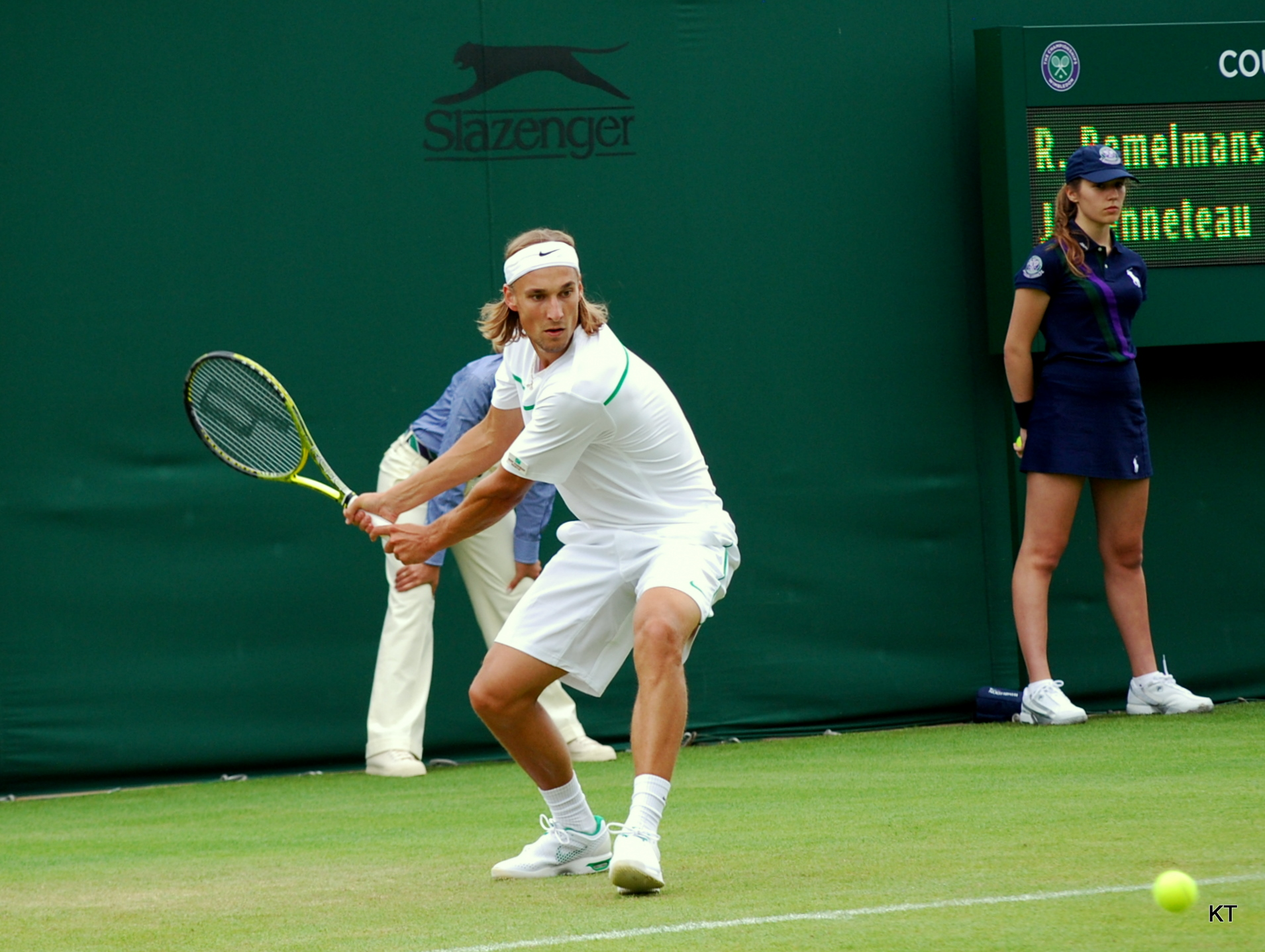
Рубен Бемельманс — победитель мужских парных соревнований.

Odlum Brown Vancouver Open 2012 — 12-й розыгрыш ежегодного профессионального международного теннисного турнир, проводимый ITF в рамках своего женского тура и ATP в рамках своего тура Challenger в канадском городе Ванкувер. Соревнования прошли с 28 июля по 5 августа.
Чемпионы прошлого года:
- мужской одиночный разряд:  Джеймс Уорд
- женский одиночный разряд:  Александра Возняк
- мужской парный разряд:  Трет Конрад Хьюи /  Трэвис Перрот
- женский парный разряд:  Каролина Плишкова /  Кристина Плишкова

## Соревнования

### Одиночные турниры

#### Мужчины
Игорь Сейслинг обыграл  Сергея Бубку со счётом 6-1, 7-5.

#### Женщины
Мэллори Бердетт обыграла  Джессику Пегулу со счётом 6-3, 6-0.
- Мэллори Бердетт выигрывает оба своих финала на турнирах федерации.
- Джессика Пегула же наоборот — все три своих титульных матча на этом уровне уступает.

### Парные турниры

#### Мужчины
Максим Отом /  Рубен Бемельманс обыграли  Джона Пирса /  Джона-Патрика Смита со счётом 6-4, 6-2.

#### Женщины
Юлия Глушко /  Оливия Роговска обыграли  Жаклин Како /  Натали Плускоту со счётом 6-4, 5-7, [10-7].
- Юлия Глушко выигрывает 1й титул в сезоне и 7й за карьеру в туре федерации.
- Оливия Роговска выигрывает 1й титул в сезоне и 12й за карьеру в туре федерации.